# هملت (آرکانزاس)
هملت (به انگلیسی: Hamlet) یک منطقهٔ مسکونی در ایالات متحده آمریکا است که در آرکانزاس واقع شده‌است. هملت ۸۹٫۹۲ متر بالاتر از سطح دریا واقع شده‌است.